# 적량면
적량면(赤良面)은 대한민국 경상남도 하동군의 면이다. 서쪽으로는 하동읍과 동쪽으로는 청암면, 횡천면과 닿아 있으며, 북쪽으로는 악양면, 남쪽으로는 고전면과 닿아 있다. 고사리, 취나물, 딸기, 밤, 매실 등의 특산물을 생산하고 있다.

## 연혁
- 신라시대 : 적촌
- 1598년 : 진주목 서면 적량리
- 1702년 : 하동현 적량리
- 1895년 : 하동군 적량면

## 행정 구역
- 관리(館里)
- 우계리(牛溪里)
- 동리(東里)
- 서리(西里)
- 동산리(東山里)
- 고절리(高節里)

## 교육
- 적량초등학교
  - 삼화분교 (폐교)
  - 영신분교 (폐교)

## 특산물
- 취나물
- 딸기